# ヴォストーク (汽走スクーナー)
ヴォストーク（Восток）は、19世紀後期にロシア帝国海軍が保有した汽走スクーナーである。

## 概要
前身は1851年にイギリスで建造された商船「フィアレス」（Fearless）で、地中海方面の果物貿易に使用されていた。1852年に、エフィム・プチャーチン海軍中将が遣日全権使節として日本に派遣されるに当たり、随行艦として使用するため3,375ポンドでロシア海軍に購入され、軍艦に改装された。
二檣の帆装と蒸気機関を有し、推進装置はスクリュー・プロペラ方式であった。
武装は、68ポンド榴弾砲4門及び騎兵銃60丁を搭載していた。
1853年、プチャーチン中将の旗艦であるフリゲート・パルラーダ号（Pallada）と共にイギリスを出発。7月に小笠原諸島の父島でコルベット・オリーヴツァ号（Olivutsa）及び露米会社の武装輸送船メンシコフ公号（Knyaz Menshikov）と合流し、同月日本の長崎に来航。日露外交交渉が開始される。
交渉の期間中、本艦は小型の汽走艦という特性を活かし、日本や朝鮮半島沿岸地域の航路探索・測量にも活用された。
1854年3月にクリミヤ戦争が勃発し、プチャーチンの乗艦もパルラーダ号からディアナ号に変更されることとなり、6月以降プチャーチンの艦隊は解散された。本艦はオリーヴツァ号と共に東シベリア総督指揮下のカムチャツカ小艦隊に編入され、ロシア極東地域の防備に当たった。
1854年8月に発生した英仏軍のペトロパブロフスク攻撃を契機として、1855年以降カムチャツカ小艦隊は根拠地をペトロパブロフスクからニコラエフスクに移し、シベリア小艦隊となった。本艦は引き続きシベリア小艦隊に所属した。